# Андре Суаріш

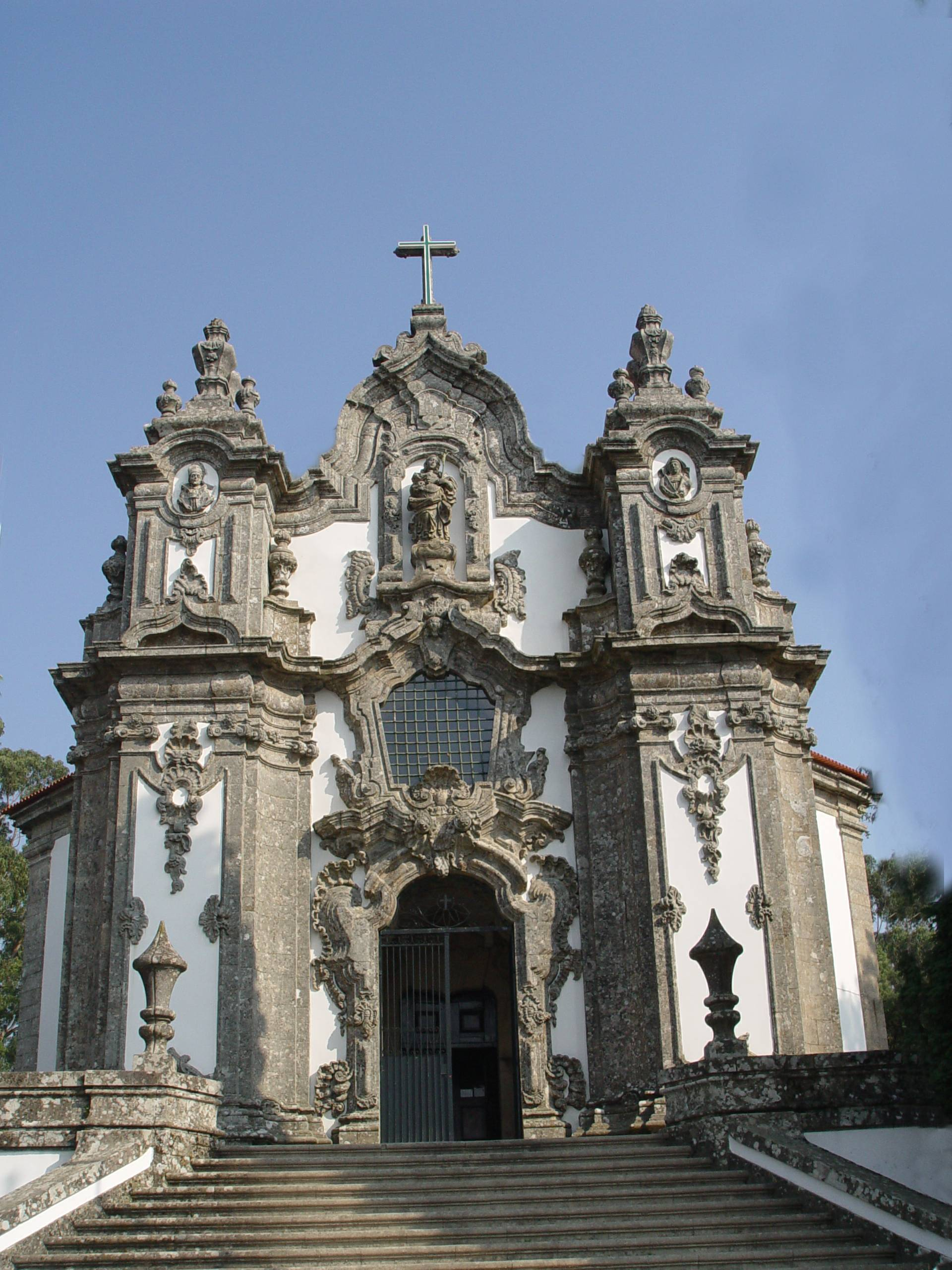
Головний фасад церкви Фальперра, проект Андре Соареша.

Андре Суаріш Рібейру да Сілва (порт. André Ribeiro Soares da Silva, 30 листопада 1720 — 26 листопада 1769), більш відомий як Андре Суаріш — провідний португальський скульптор та архітектор, який працював у Північній Португалії протягом XVIII століття.

## Творчість
Народився у Бразі, й більшість його робіт знаходиться в цьому місті та навколо нього. Як скульптор, він відповідав за проектування позолоченого різьблення по дереву (Talha Dourada) вівтаря для монастиря Тіабеш. Поза Брагою його найвідоміші роботи в ролі архітектора — церква Фальперра (з гептагональною формою забудови), церква Носсу Сеньор душ Сантуш Пассуш в Гімарайнш і Церква Божої Матері Лапи в Аркуш-де Валведеш; в Бразі — Ратуша Браги, Палац Райю, Базиліка Конгрегадуш, Арку да Порта Нова (міська брама).
Творчість Андре Соареша характеризується яскравим декором та використанням форм рококо під впливом сучасного північноєвропейського мистецтва.